# آراتوکا
آراتوکا (انگلیسی: Aratoca) یک منطقه مسکونی در کشور کلمبیا است.